# 穆格列耶沃-尼科利斯科耶农村居民点
穆格列耶沃-尼科利斯科耶农村居民点（俄语：Мугреево-Никольское сельское поселение）是俄罗斯联邦伊万诺沃州尤扎区所属的一个农村居民点。其下辖有23个居民点，行政中心为穆格列耶沃-尼科利斯科耶。据2016年统计，该农村居民点的人口为671人。